# Schloss Klebstein
Das abgegangene Schloss Klebstein liegt nahe dem gleichnamigen Dorf Klebstein, einem Gemeindeteil des niederbayerischen Marktes Schönberg im  Landkreis Freyung-Grafenau. Der Schlossplatz liegt auf dem Klebstein etwa einen Kilometer nordöstlich der Pfarrkirche St. Margareta. Die Anlage wird als Bodendenkmal unter der Aktennummer D-2-7146-0004 im Bayernatlas als „untertägige Teile der abgegangenen mittelalterlichen Burg und des abgegangenen frühneuzeitlichen Schlosses Klebstein mit zugehöriger Schlossökonomie“ geführt.

## Beschreibung
Die frühere Höhenburg und das spätere Schloss lagen auf einem steil aufragenden Bergrücken oberhalb der Großen Ohe. Ein noch heute nach Norden führender, tief eingeschnittener Weg zum Klebstein scheint in dem ehemaligen Halsgraben zu verlaufen, der den östlichen Bergsporn entweder als Burgstelle gegen das westliche Hinterland oder als Kernwerk gegen ein vorgelagertes Vorwerk abgeriegelt hat. Dies entspräche der Abbildung von Michael Wening, auf der eine zweiteilige Burg- oder Schlossanlage zu erkennen ist. Im Osten steht hier ein runder Bergfried, an den nach Westen weitere Gebäude anschließen; davon abgesetzt liegen im Westen weitere Gebäude, zu denen ein Hohlweg führt. Beiden vorgelagert ist eine Umwallung. Heute ist kein aufgehendes Mauerwerk mehr vorhanden.

## Geschichte

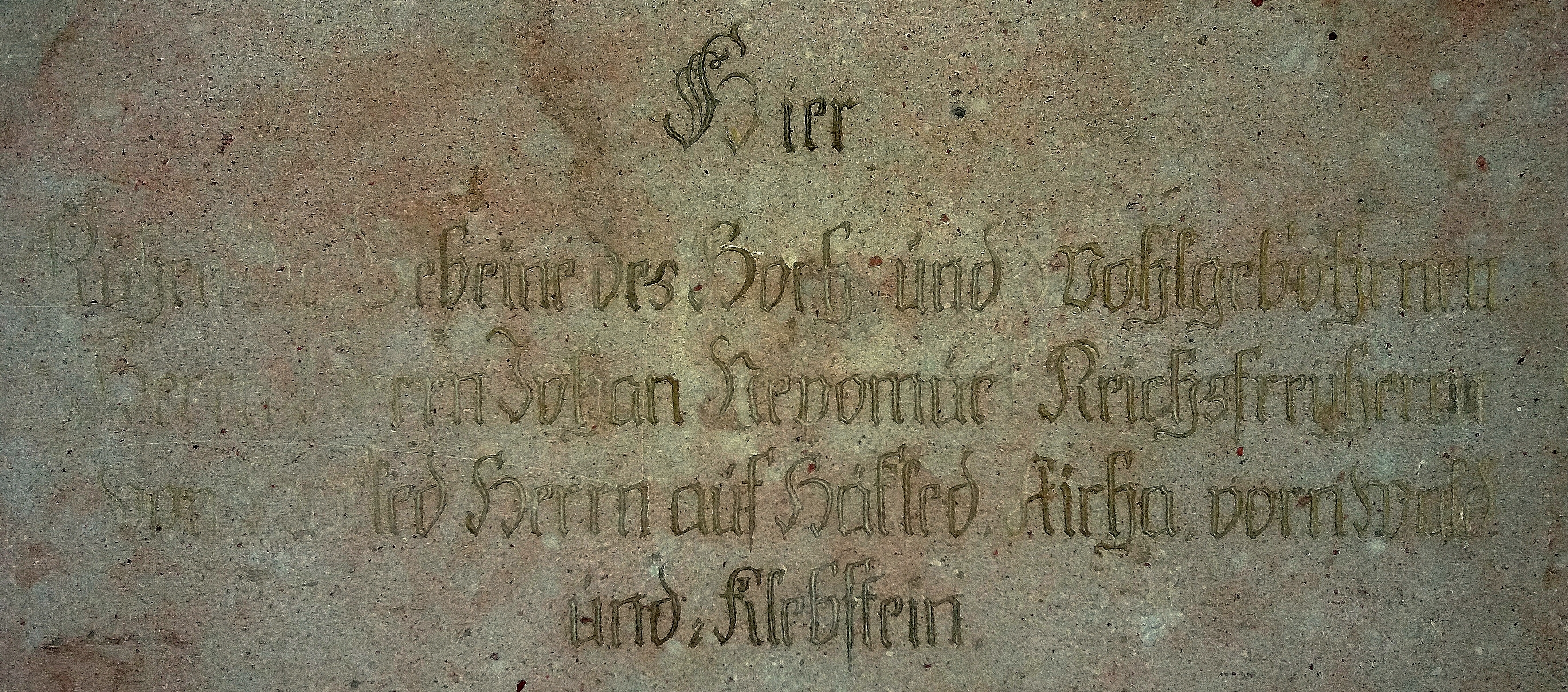
Grabdenkmal des Johann Nepomuk von Hackledt (1727–1799) mit Erwähnung der Sitze Hackledt, Aicha vorm Wald und Klebstein unter seinen Besitztiteln

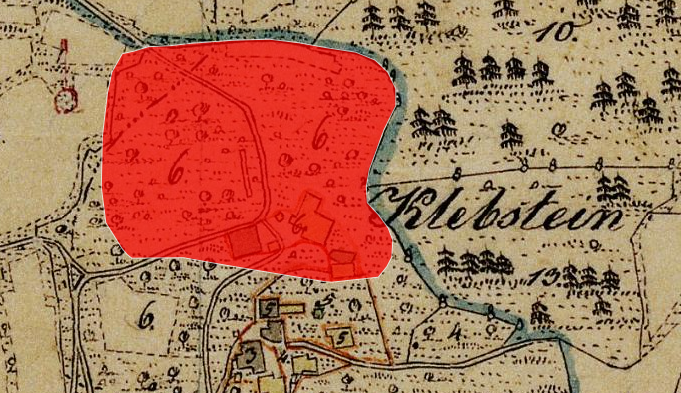
Lageplan des Schlosses Klebstein auf dem Urkataster von Bayern

Die Burg wird im 14. Jahrhundert erstmals als Besitz der Herren von Thumberg erwähnt; dann wurden sie von den  Pelkoven abgelöst. Im Jahr 1742 brannte das Bauwerk ab. Die Pelkoven verkauften Klebstein mit einigen Gütern Restbesitz am 3. August  1747 um  8.000  fl. an die Freifrau von Hackledt, von der es auf ihre beiden Söhne Johann  Nepomuk  (1727–1799) und  Joseph Anton  (1729–1799) überging. Da beide unverheiratet waren, setzte Joseph Anton  Freiherr von  Hackledt  seinen Verwandten Johann Nepomuk Freiherrn von Peckenzell und dessen jüngeren Bruder Anton  als Universalerben ein. Aufgrund des Testaments fielen die Schlösser Klebstein und Aicha vorm Wald an Anton Freiherrn von Peckenzell, der 1802 eine entsprechende  Erbserklärung  ausstellte. Dagegen  erloschen  die  Nutzungsrechte  für  die lehnbaren Güter von Klebstein durch den Tod der beiden Brüder von Hackledt, und so zog der bayerische Staat 1800 den noch vorhandenen Besitz ein.